# Billerbeck (Schnega)
Billerbeck ist ein Ortsteil der Gemeinde Schnega im Landkreis Lüchow-Dannenberg in Niedersachsen. 
Das Dorf liegt südwestlich des Kernbereichs von Schnega. Nördlich liegt das 480 ha große Naturschutzgebiet Schnegaer Mühlenbachtal.

## Geschichte
Am 1. Juli 1972 wurde Billerbeck in die Gemeinde Schnega eingegliedert.